# Calotis squamigera
Calotis squamigera là một loài thực vật có hoa trong họ Cúc. Loài này được C.T.White mô tả khoa học đầu tiên.